# Karl-Heinz Adler
Karl-Heinz Adler (Remtengrün, Sajonia; 10 de junio de 1927-Dresde, 4 de noviembre de 2018) fue un escultor, pintor, profesor universitario y artista conceptual alemán.

## Datos biográficos
Adler nació en 1927 en Remtengrün Vogtland y se crio en circunstancias modestas. Autodidacta, de 1941 a 1944 comenzó a estudiar diseño de patrones en la Escuela Textil de Plauen. De 1947 a 1953 estudió en las universidades de Bellas Artes de Berlín (Oeste) con Arthur Degner y en Dresde con Wilhelm Rudolph y Hans Grundig. En Dresde, después de fuertes disputas se ve forzado a romper el diploma obtenido en 1953. Dos años más tarde se incorporó a la Universidad Técnica de Dresde estudiando e investigando acerca de la arquitectura y la escultura arquitectónica. En el año 1957 asistió a los cursos en el sur de Francia del Centro de Cerámica de Vallauris y visitó a Pablo Picasso. Entre 1957 y 1958, crea por primera vez la personalidad constructiva de los grupos-collage, serie basada en el principio de superposición de elementos geométricos, como cuadrados, triángulos, círculos, fragmentos y semicírculos. Fue miembro fundador, en 1958, de la cooperativa de producción de artistas visuales „Kunst am Bau“, de Dresde.

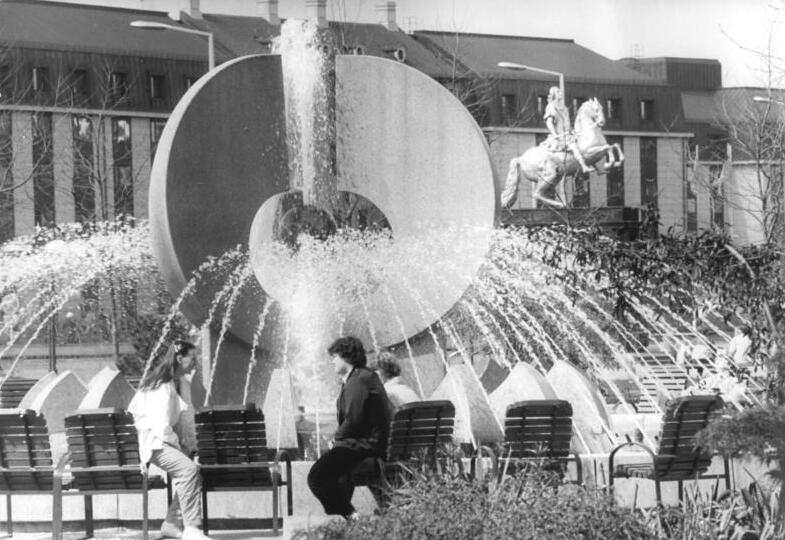
Fuente de Karl-Heinz Adler y Friedrich Kracht en el mercado de Neustadt en Dresde.

Desde 1961 hasta 1966 Adler fue empleado para el trabajo cultural como Director de Arte para el departamento de Artes Visuales de la Casa Central en Leipzig. A partir de 1966 trabajó como artista independiente en Dresde. Después de 1968 desarrolló junto con Friedrich Kracht el sistema de bloques de concreto y sistemas seriados modulares para fachadas, fuentes y parques infantiles. Estos han sido producidos industrialmente desde 1970. Con esta técnica hizo en 1979, junto con Kracht, dos fuentes para la reconstrucción del mercado de (en alemán: Neustädter Markt) en Dresde. En 1979 se le ofreció el nombramiento como profesor visitante en la Academia de Arte de Düsseldorf, pero las autoridades de la República Democrática Alemana le prohibieron el traslado. Sólo en 1982 obtuvo permiso para su primera exposición individual en la Galería Mitte de Dresde. De 1988 a 1995 fue profesor visitante en la Academia de Arte de Düsseldorf.

## Obra (selección)
Entre las mejores y más conocidas obras escultóricas de Karl-Heinz Adler se incluyen las siguientes:
- Relieves murales en el edificio de la Robotron-Elektronik-Verwaltung en Dresde[2]

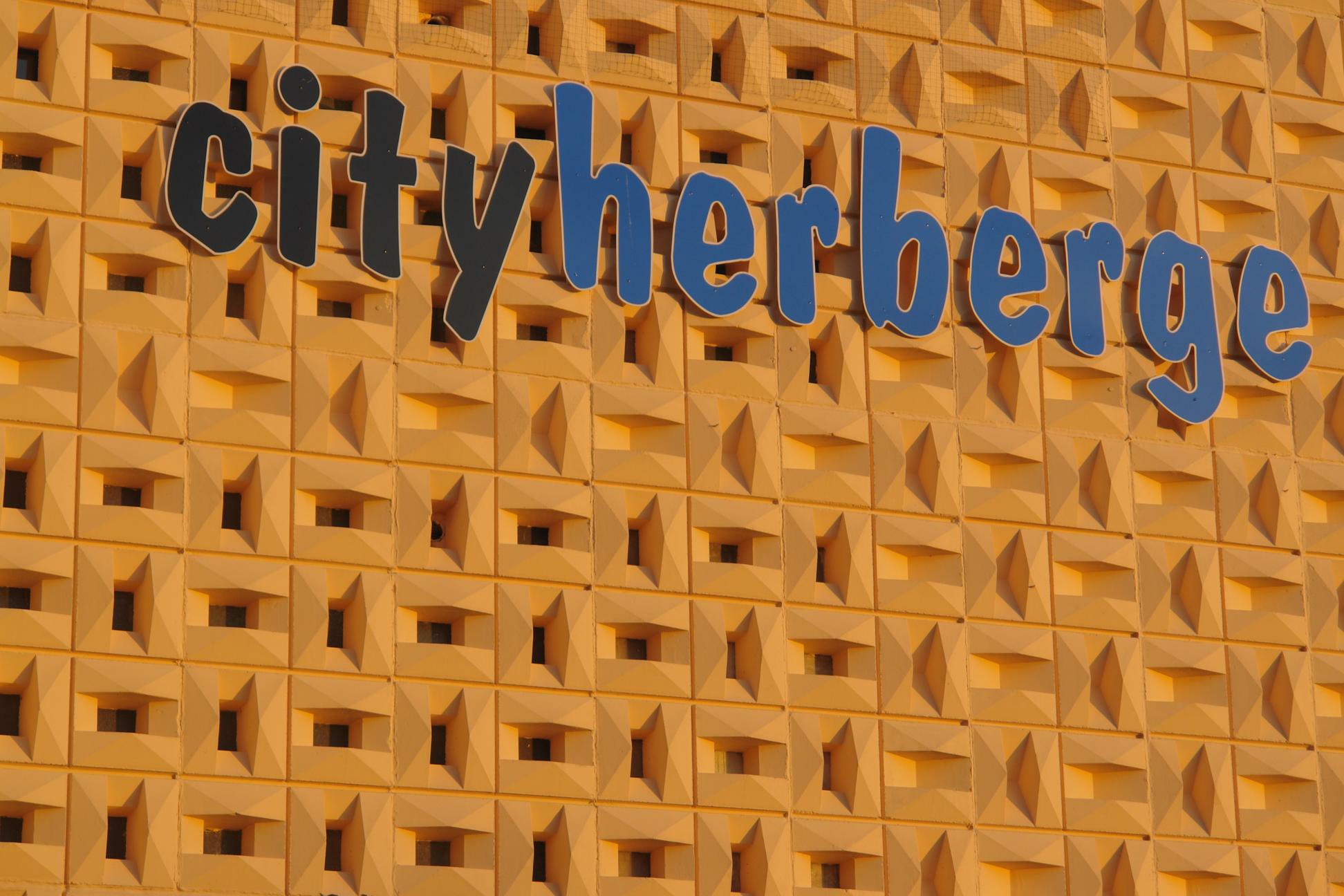
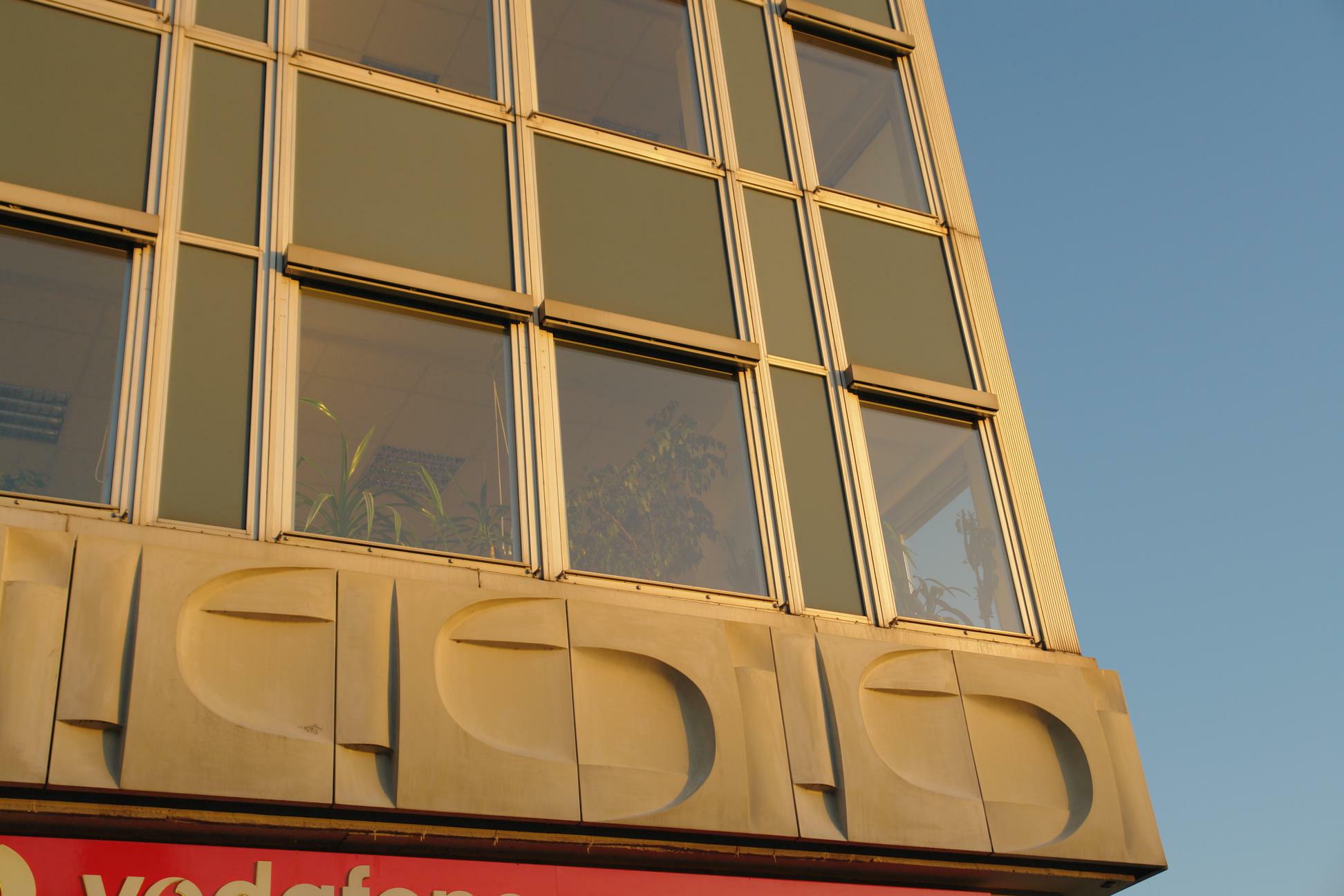
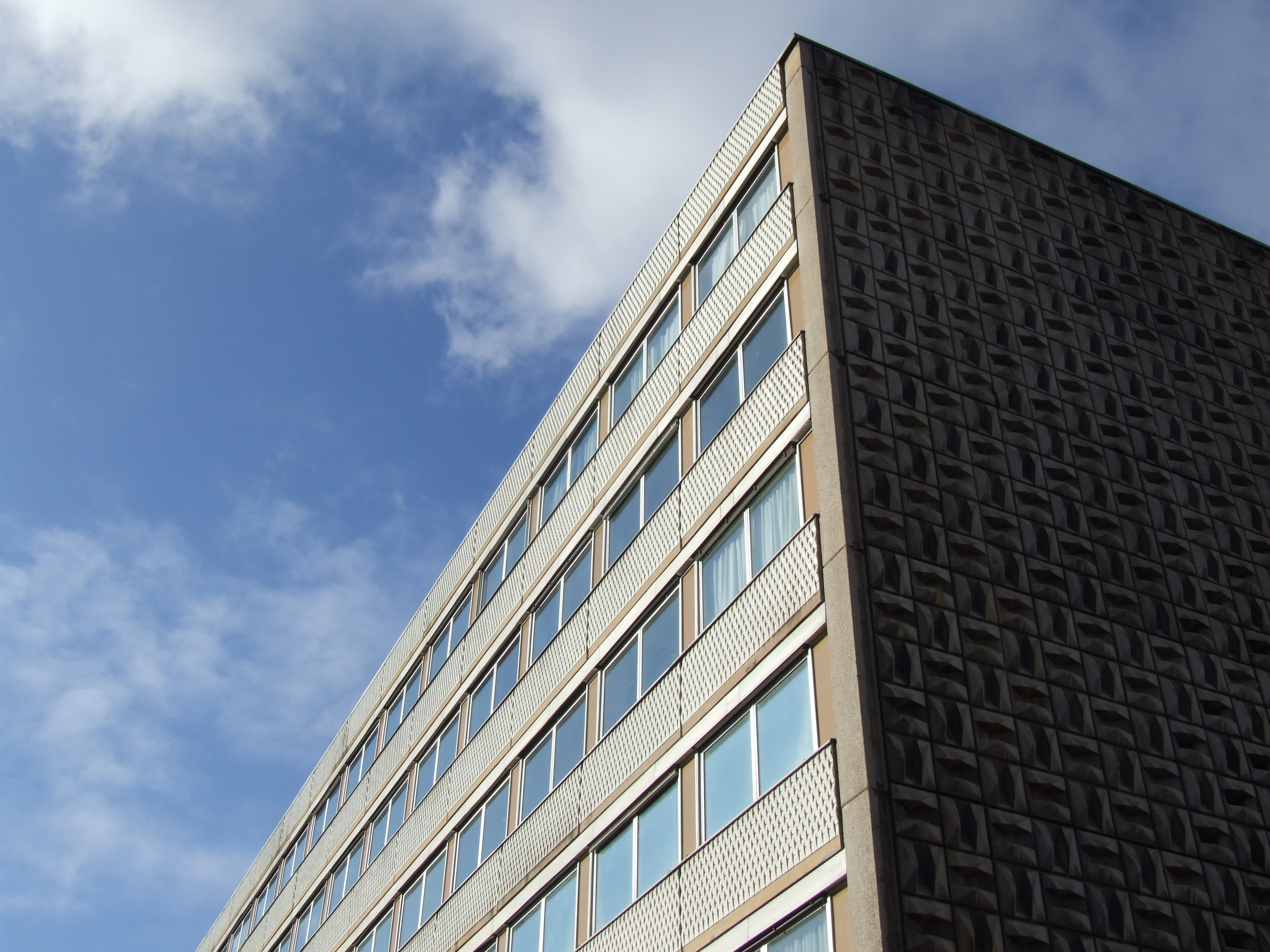

- Escultura del árbol azul (Blauer Baum Skulptur)
- Relieve Cuadrado Destruido - y reformado en ocre y negro (2002)

## Premios y homenajes
- 2008: Premio de la Ciudad de Dresde[3]
- El historiador de Arte Rainer Beck dijo sobre Adler:[4]

"desde finales de los cincuenta ha demostrado estar en la primera fila de la vanguardia internacional..., a pesar de su aislamiento en el Este, ha iniciado evoluciones que la sociedad occidental, ignorante de la labor de Adler, ha festejado después en el Oeste."